# Большеохтинское кладбище
Большеохтинское (Георгиевское) кладбище — кладбище в Красногвардейском районе Санкт-Петербурга. Располагается между проспектом Металлистов, Партизанской улицей, Бокситогорской и Большой Пороховской улицей. Кладбище является крупнейшим некрополем в городской черте Санкт-Петербурга, оно занимает площадь более 70 гектаров.
На кладбище находятся братские могилы погибших жителей блокадного Ленинграда и советских воинов, павших в годы Великой Отечественной войны 1941—1945 гг. и Советско-финской войны 1939—1940 гг.

## История

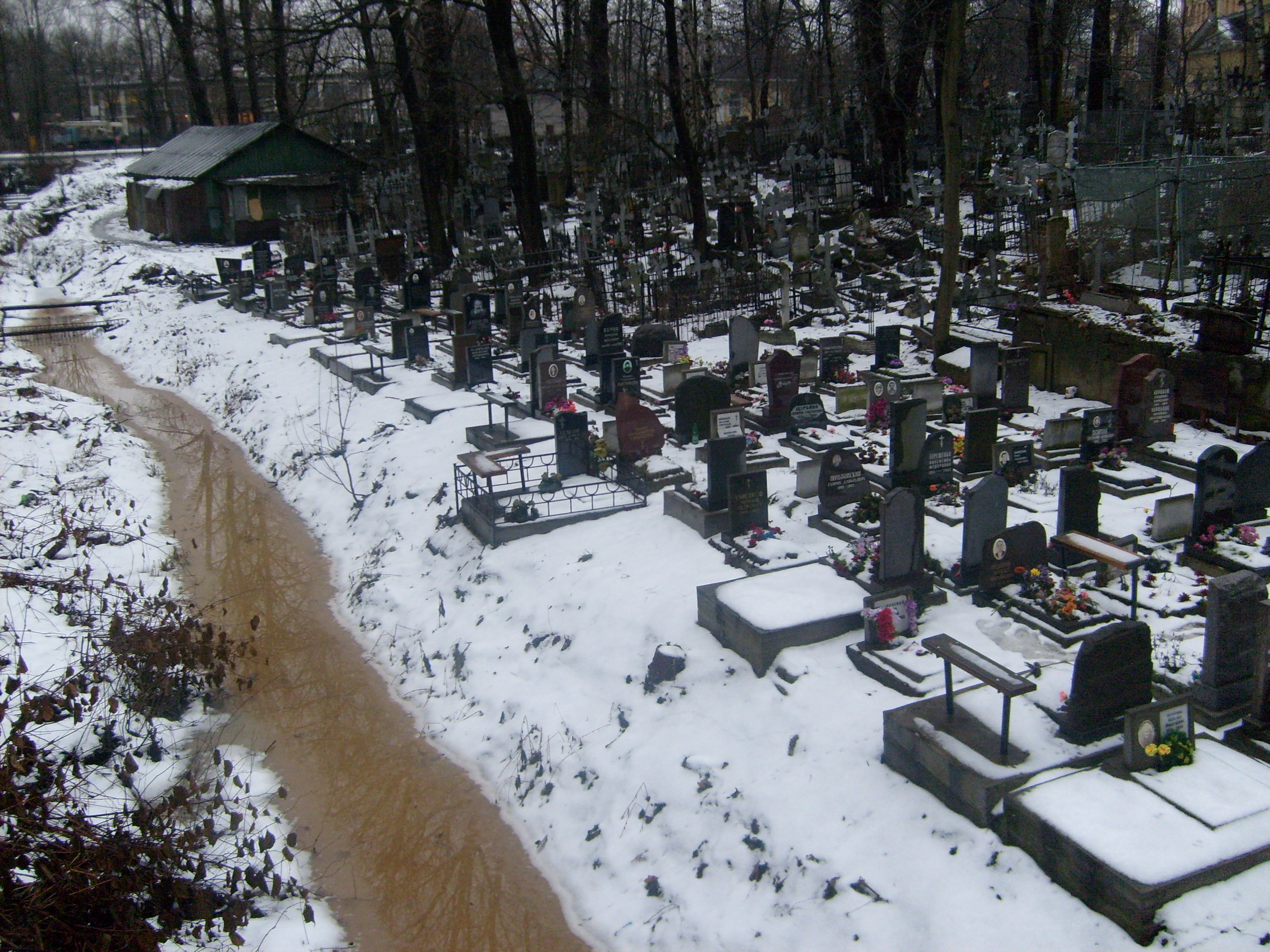
река Чернавка

В начале XVIII века в районе устья реки Охты по указу Петра I было устроено поселение приезжих вольных плотников, которые были привлечены со всей страны для работы на городских верфях. Для их нужд в 1725 году на берегу одного из притоков Охты, реки Чернавки, по проекту архитектора Потёмкина была построена небольшая церковь, освященная во имя Иосифа Древодела, покровителя плотников. Через два года на противоположном берегу Чернавки было обустроено кладбище. Через некоторое время деревянный храм обветшал, и вместо него был построен новый, каменный, но уже в центре кладбища. Поскольку новый храм был холодным, и службы зимой вести было невозможно, рядом с ним в 1746—1748 годах по проекту архитектора М. Г. Земцова построили Покровскую церковь.

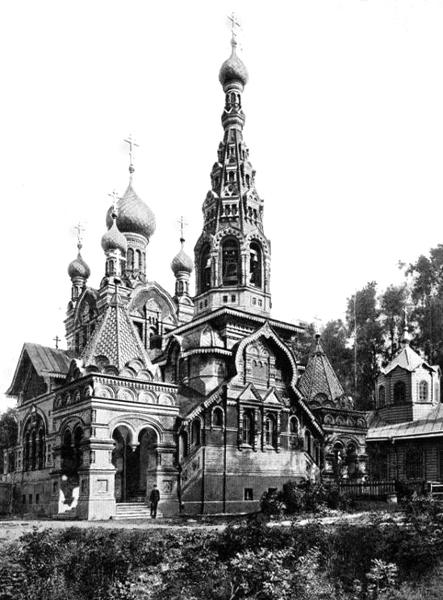
Единоверческая церковь Преподобной Марии, 1895—1898 г.г., арх. Н. Н. Никонов, закрыта и снесена в 1929 году

В 1732 году Синод предписал использовать Охтинское кладбище как общегородское, наряду с остальными кладбищами города. К концу века, в связи с прошедшими эпидемиями оспы и тифа кладбище оказалось переполнено. 16 мая 1773 года рядом с Охтинским, на берегу Чернавки, было открыто новое кладбище — Большеохтинское. Старое кладбище официально закрыли, хотя и после этого там изредка продолжали хоронить людей. В 1836 году Покровская церковь была разобрана.
В 1773 году на территории нового кладбища была построена церковь святого Георгия Победоносца, в связи с чем кладбище стало называться Георгиевским.
В 1812 году рядом с церковью Георгия Победоносца на средства купца Никонова была заложена новая церковь, в 1814 году освященная во имя святого Николая Чудотворца, покровителя моряков и корабелов. Храм стоял над местом захоронения Никоновых. В этом храме был похоронен начальник Охтинской верфи генерал-лейтенант П. Г. Орловский. Кроме него, на Большеохтинском кладбище были похоронены многие выдающиеся мастера-корабелы, трудившиеся на верфи.
В 1832 году на территории кладбища было отведено место для захоронения «воинов, подвизавшихся во славу Отечества», где хоронили умерших в военных и военно-морских госпиталях солдат. В южной части кладбища был отведён участок для захоронения старообрядцев, на котором вскоре появилась первая в Петербурге единоверческая церковь. В 1846—1853 годы по проекту архитектора К. И. Брандта на единоверческом участке кладбища была возведена каменная церковь Димитрия Солунского, а в 1854 году освящена деревянная церковь Покрова Пресвятой Богородицы. В 1902 году освящается церковь Преподобной Марии.
В 1847 году был выделен участок Воспитательному обществу благородных девиц (Смольному институту).
С 1881 по 1885 годы на средства Степана Петровича Елисеева, одного из владельцев торгового дома «Братья Елисеевы», велось строительство церкви Казанской иконы Божьей Матери. Строительство пятикупольного храма, ставшего впоследствии родовой усыпальницей Елисеевых, обошлось примерно в миллион рублей. Церковь была названа в честь иконы в Казанском соборе, к которой каждое утро перед работой приходил Елисеев.
На кладбище хоронили представителей аристократических фамилий, таких как Всеволожские, Муравьёвы, Мусины-Пушкины, Шуваловы, Белосельские-Белозерские, Оболенские, Шаховские.
После Октябрьской революции кладбище подверглось значительным изменениям: были снесены почти все храмы, уничтожено значительное количество склепов и памятников. Единственным уцелевшим храмом оказалась Никольская церковь.
В 1926 году церковь Казанской иконы Божьей Матери была закрыта, а в 1929 году снесена. В начале 1930-х годов были снесены три церкви, располагавшиеся на единоверческом участке кладбища. 21 октября 1935 года была закрыта, а затем через некоторое время снесена церковь святого Георгия Победоносца.

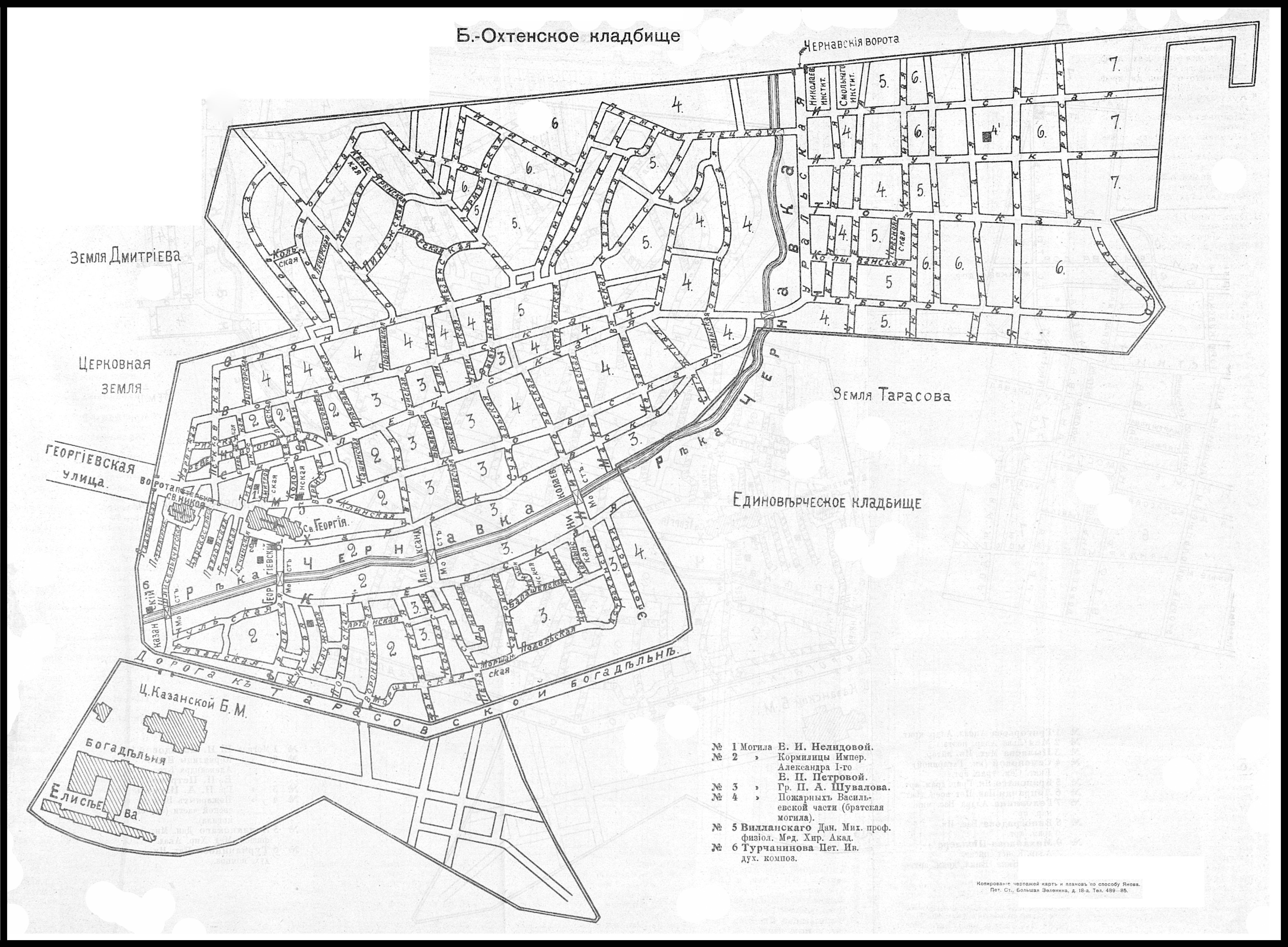
План кладбища, 1914 год

В 1939 году на юге кладбища, на месте бывшего единоверческого участка, было организовано захоронение советских солдат, погибших в советско-финскую войну. В годы Великой Отечественной войны на востоке кладбища устроили захоронения павших защитников Ленинграда.
В 1983—1984 годах через кладбище был проведён проспект Энергетиков, который был задуман как часть Центральной дуговой магистрали Ленинграда. Проспект разделил кладбище на две части, отделив участок со старыми захоронениями от участка, где были похоронены умершие во время блокады.
В результате того, что в 1940—1970 годах захоронения на кладбище велись очень интенсивно, почти все старинные могилы были уничтожены. Наиболее старые могилы и памятники остались около Никольской церкви.
В данный момент Большеохтинское кладбище продолжает функционировать как общегородское кладбище.

## Храмы

### Церковь святого Георгия Победоносца

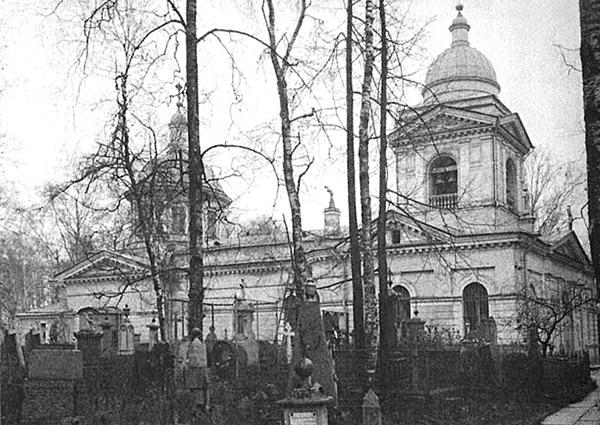
Церковь Святого Георгия Победоносца (1817—1860), А. А. Бетанкур, К. А. Кузьмин, не сохранилась

Первая каменная церковь святого Георгия Победоносца была построена на кладбище в 1774—1778 годах, через два года после учреждения кладбища. Церковь была однокупольной, с полуциркульной апсидой и простыми боковыми фасадами. После пожара 9 декабря 1816 года, храм был возобновлён по проекту А. А. Бетанкура, средства на возобновление храма пожертвовал граф П. А. Шувалов. Возобновлённый храм освятили 7 сентября 1823 года. В 1872—1873 годах ветхую колокольню разобрали и над папертью по проекту архитектора К. А. Кузьмина возвели новую, трехъярусную. Осенью 1890 года был освящён Всесвятский придел, построенный по проекту Н. Н. Никонова.
Храм закрыт 21 октября 1935 и приспособлен под рабочую столовую, а через три года снесен. Часть икон Георгиевской церкви передали в Музей истории религии и атеизма, другие удалось перенести в соседнюю Никольскую церковь.

### Церковь Николая Чудотворца

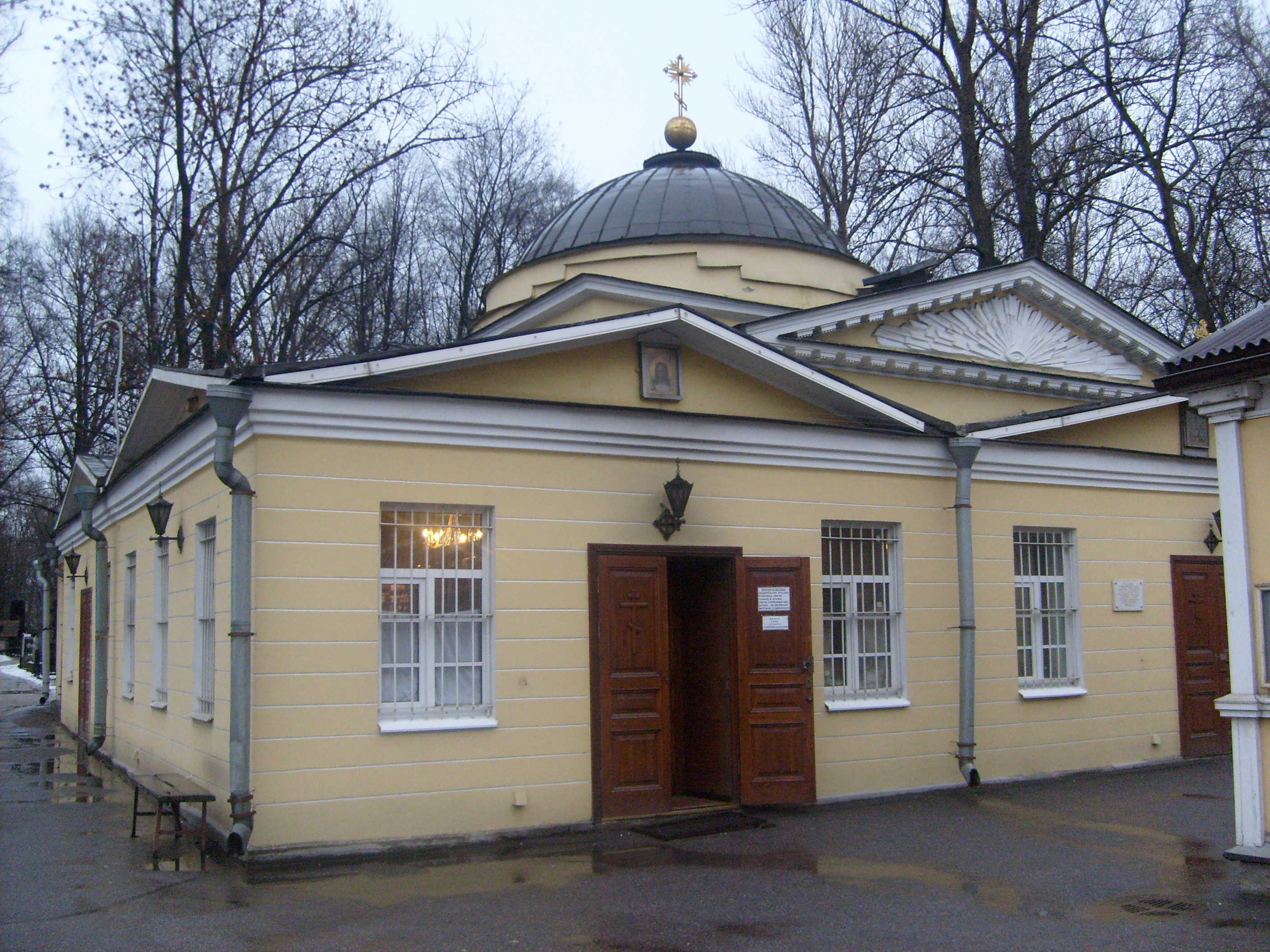
Церковь Николая Чудотворца.

В мае 1810 года купец Григорий Григорьевич Никонов выразил желание возвести на кладбище за свой счёт ещё одну каменную церковь «при самом въезде, у ворот, на правой руке», рядом с местом захоронения своих близких. 24 августа 1812 года церковь была заложена. На её сооружение, а также на утварь и украшения, купец потратил 10 тысяч рублей. 27 сентября 1814 года состоялось освящение небольшого ампирного храма во имя свт. Николая Чудотворца, покровителя моряков и корабелов. Поблизости от него хоронили корабелов. 22 октября 1870 года храм был освящён малым освящением после капитального ремонта и росписи интерьера.
В церкви находятся несколько святынь: древняя икона Христа Вседержителя и Божией Матери «Скоропослушницы», чтимые иконы из закрытых и снесённых храмов Охты и Пороховых, в том числе: прав. Иосифа Древодела, Смоленской Божией Матери и вмц. Параскевы Пятницы. Ранее все стены были сплошь увешаны заупокойными иконами.
Храм никогда не закрывался для богослужения. В 1951 году при нём выстроили отдельную звонницу, в 1976 году расширили левым приделом.

### Собор Казанской Богоматери

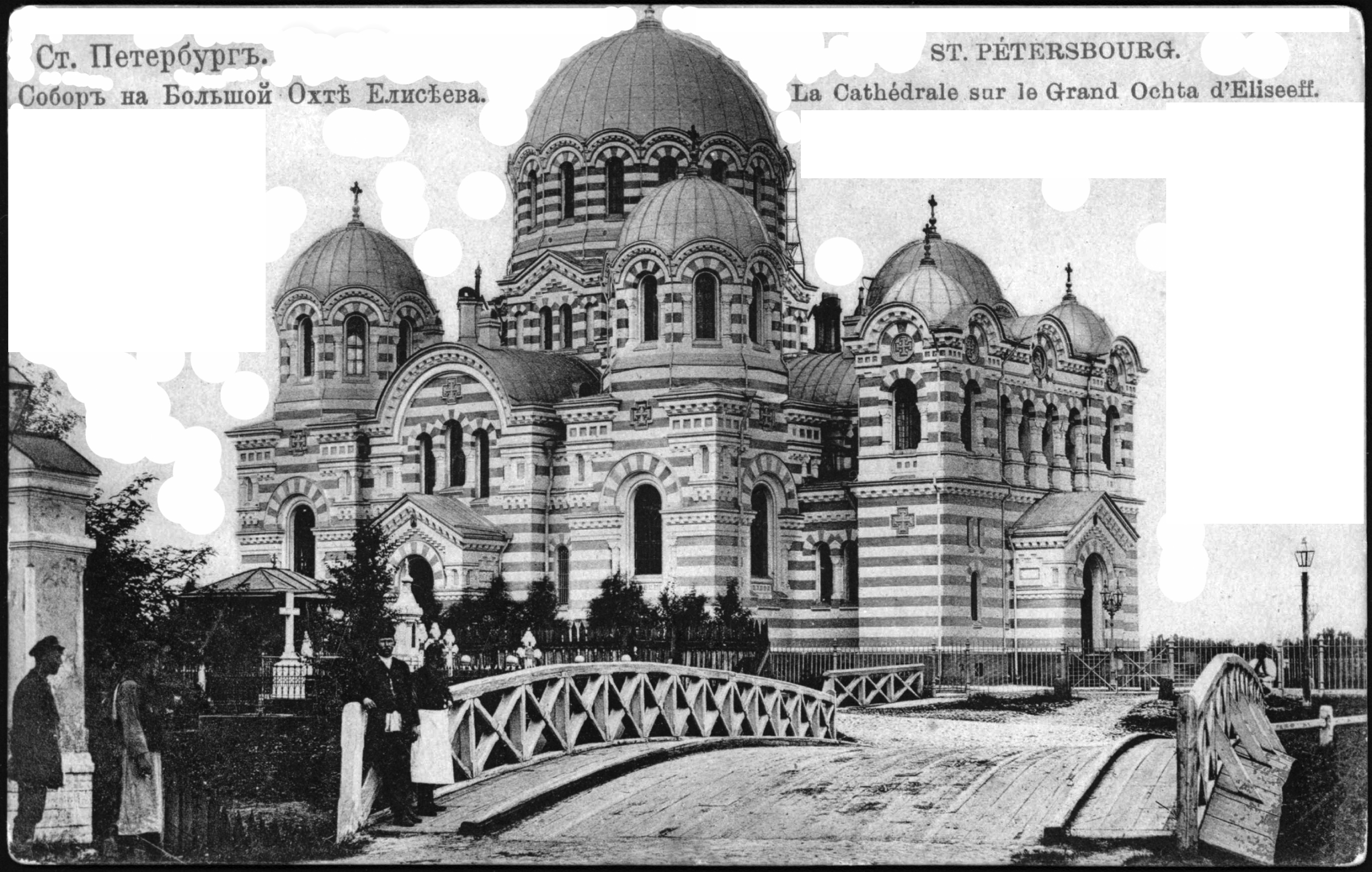
Собор Казанской иконы Божией Матери

По завещанию Степана Петровича Елисеева его сын Пётр выстроил храм на Большеохтинском кладбище, где издавна хоронили семейство Елисеевых. Общая стоимость возведения собора составила около 1 миллиона рублей. Храм был построен в русско-византийском стиле, с пятью круглыми куполами. Архитекторы храма — К. К. Вергейм и Ф. Л. Миллер спроектировали огромный храм пятикупольный храм в духе византийской архитектуры, со звонницей по образцу новгородской Софийской. Храм строился из кирпича двух цветов. Храм имел три престола. Главный престол посвящался иконе Казанской Божией матери, особо почитаемой в семье Елисеевых. Правый придел был освещён во имя святителя Григория, в честь небесного покровителя Григория Петровича Елисеева, левый придел — во имя святого Стефана Савватина, небесного покровителя жертвователя.
В 1886 году к храму пристроили придел, освящённый во имя пророчицы Анны. В крипте храма были установлены склепы для семейства Елисеевых, над ними обширная часовня. Главный престол был освящен 5 ноября 1885 года во имя Казанской иконы Божией Матери. В семейные склепы в крипте перенесли останки всех членов семьи, прежде погребённых на Георгиевском кладбище. Храм, по всеобщему признанию, отличался прекрасной акустикой и славился своим прекрасным хором, который содержался на особо выделяемые П. С. Елисеевым средства. На содержание храма в честь иконы Божией Матери, над усыпальницей Елисеевых, ежегодно выделялось 20 000 рублей, на содержание хора певчих при этой церкви — ежегодно до 18 000 рублей. Собор Казанской иконы Божией Матери при Доме призрения бедных им. С. П. Елисеева был закрыт в 1920-е годы и взорван в 1926 году. Существовавшие там захоронения полутора десятков человек из рода Елисеевых были уничтожены.

## Воинские захоронения

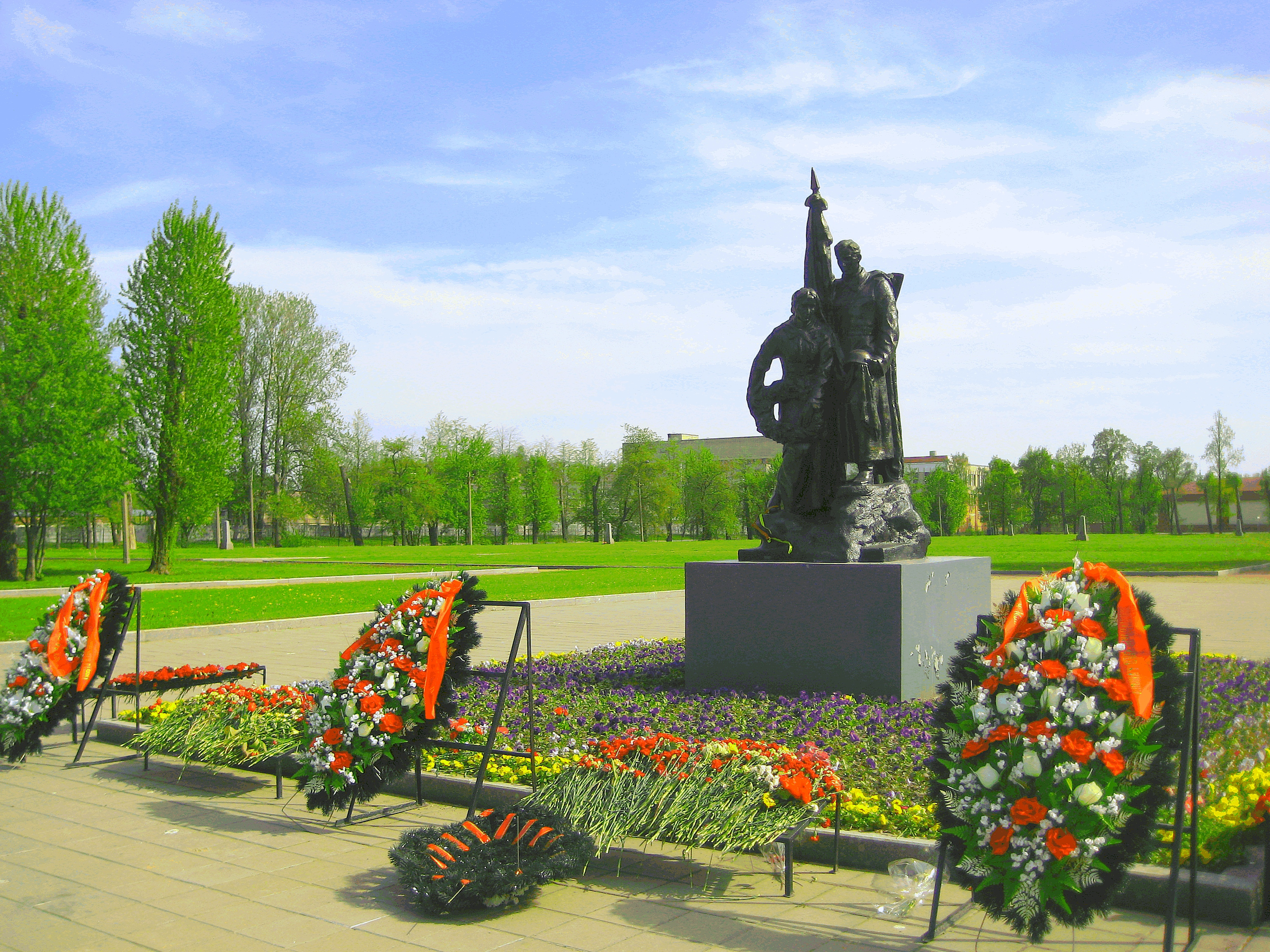
Мемориал советским воинам и жителям Ленинграда, погибшим в годы Великой Отечественной войны (Салтыковская дорожка)

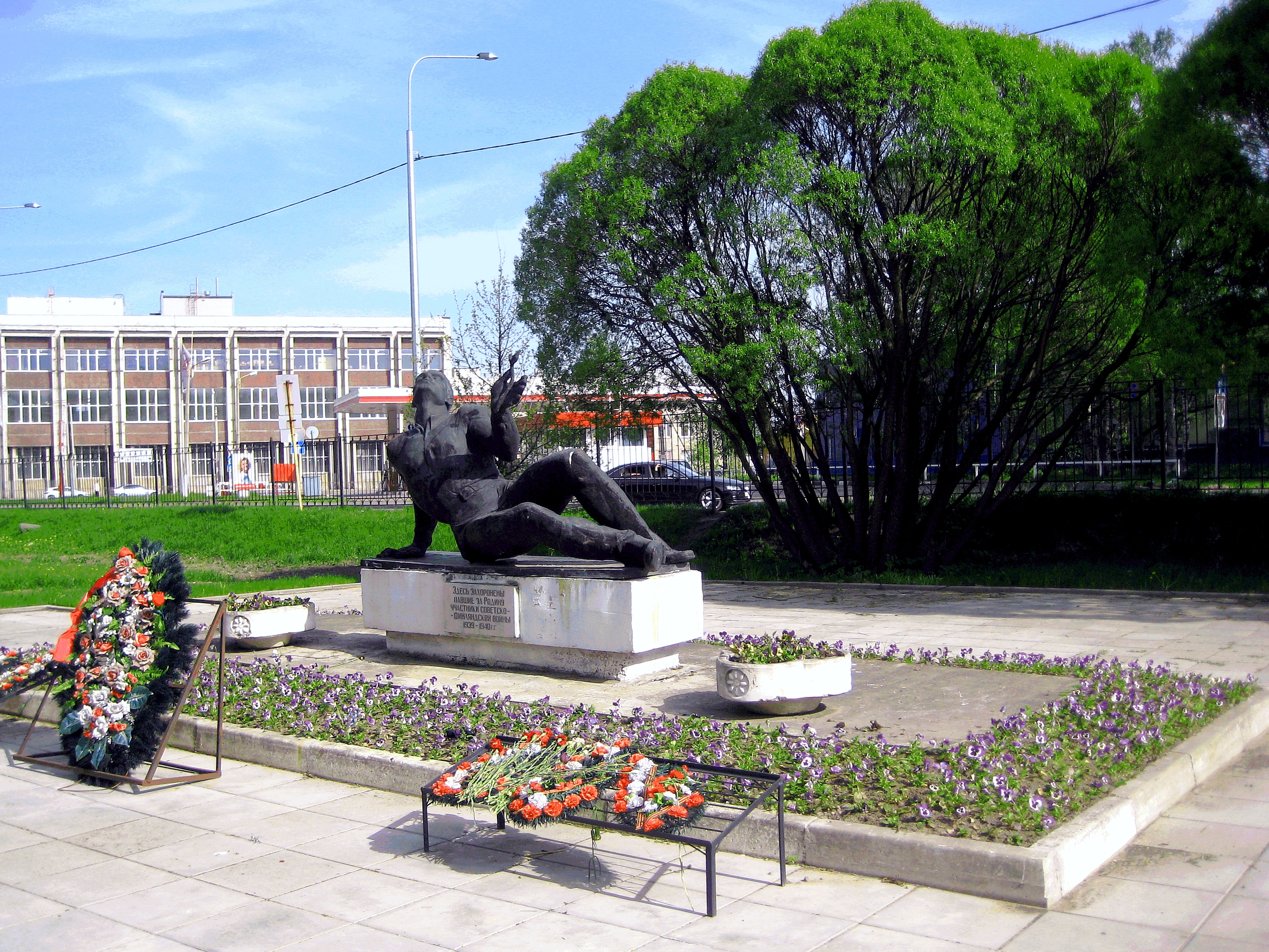
Мемориал советским воинам, погибшим в советско-финскую войну (1939—1940) (Партизанская дорожка)

На Большеохтинском кладбище находится воинское захоронение советских воинов, павших в советско-финскую войну 1939—1940 гг. Воинский участок содержит 277 именных могил и братское захоронение, в котором погребены 996 солдат, из которых 282 — неизвестные. Братскую могилу венчает памятник, установленный в 1985 году.
На другой стороне кладбища, за проспектом Энергетиков, находится братская могила советских воинов и жителей Ленинграда, погибших в годы Великой Отечественной войны 1941—1945 гг. По данным ОБД «Мемориал», в братской могиле захоронено 213 человек.
Помимо этого присутствуют памятные обелиски морякам крейсера «Петропавловск», погибшим 17 сентября 1941 года и морякам 1-й гвардейской морской артбригады, погибшим в 1942-43 годах.
На территории Большеохтинского кладбища были погребены многие известные личности, среди них духовник Александра I, протоиерей А. А. Самборский; издатель, историк Петербурга В. Г. Рубан (могила не сохр.); фрейлина Е. И. Нелидова; первый директор Царскосельского лицея В. Ф. Малиновский; правовед, проф. А. П. Куницин; декабристы А. М. Булатов и В. И. Штейнгейль (могила не сохр.); учёный-электротехник Г. О. Графтио; архитектор В. П. Апышков; микробиолог Г. Д. Белоновский; хирурги И. В. Буяльский, А. Л. Поленов, Г. И. Турнер; писатель Л.Пантелеев (А. И. Еремеев); балерина А. И. Истомина (могила не сохр.); композитор и пианист Н. П. Фомин; актёр и режиссёр Е. С. Деммени; скульптор В. А. Синайский; худ. А. В. Щекатихина-Потоцкая; комиссар крейсера «Аврора» в 1917 году А. В. Белышев, Герои Советского Союза М. К. Власов, С. А. Забогонский, И. А. Киргетов, В. А. Лягин (Корнеев), А. И. Маминов, И. Н. Пономаренко, М. К. Рогачев, М. И. Савельев, Л. Н. Слизень, Р. М. Соколинский, И. Т. Черкашнев (всего 21 Герой Советского Союза); Герой Социалистического Труда, учёный-артиллерист М. Я. Крупчатников, почётный полярник В. С. Антонов и др.

## Галерея

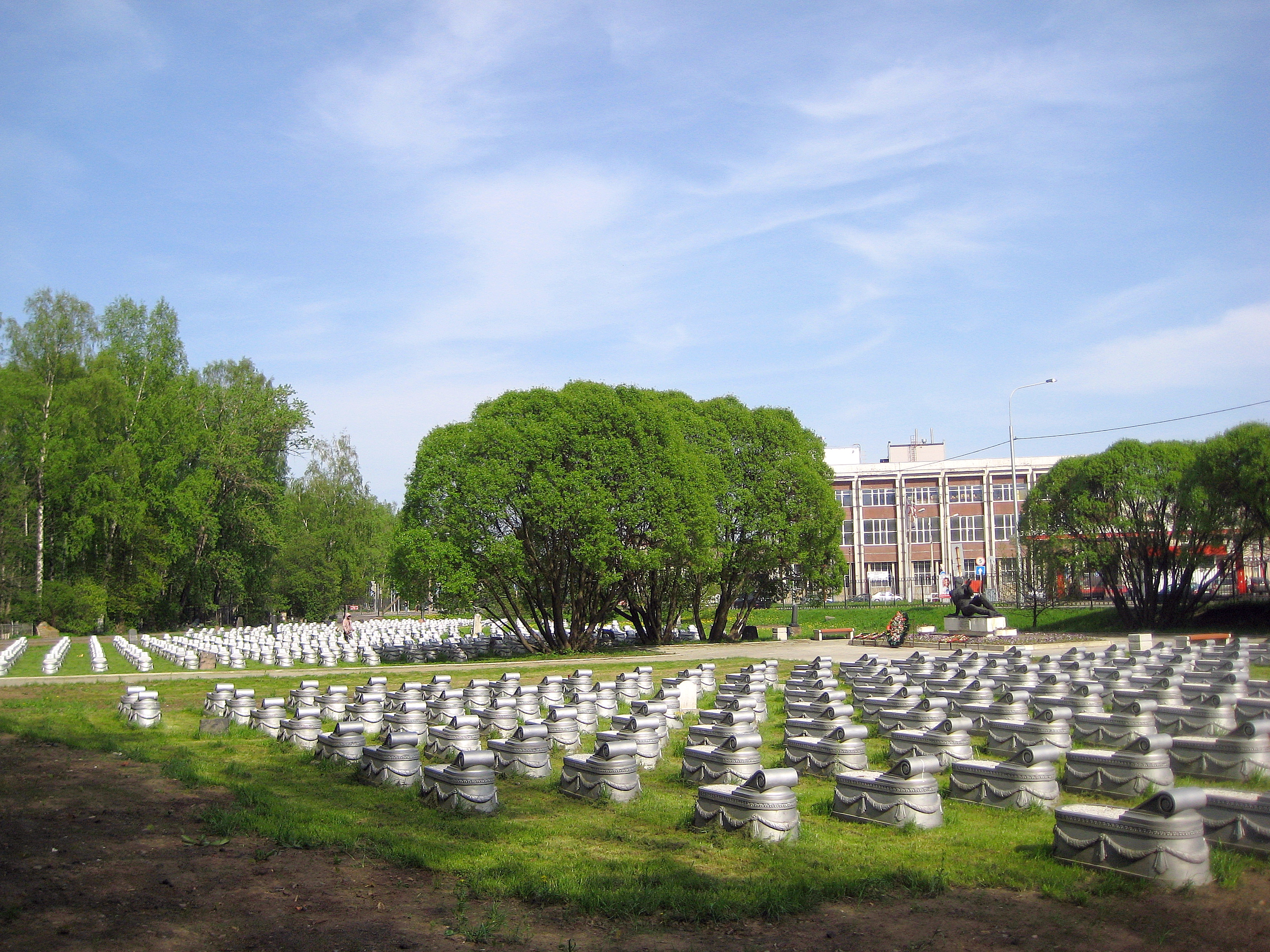
Воинское захоронение советских воинов, павших в советско-финскую войну 1939—1940 гг.
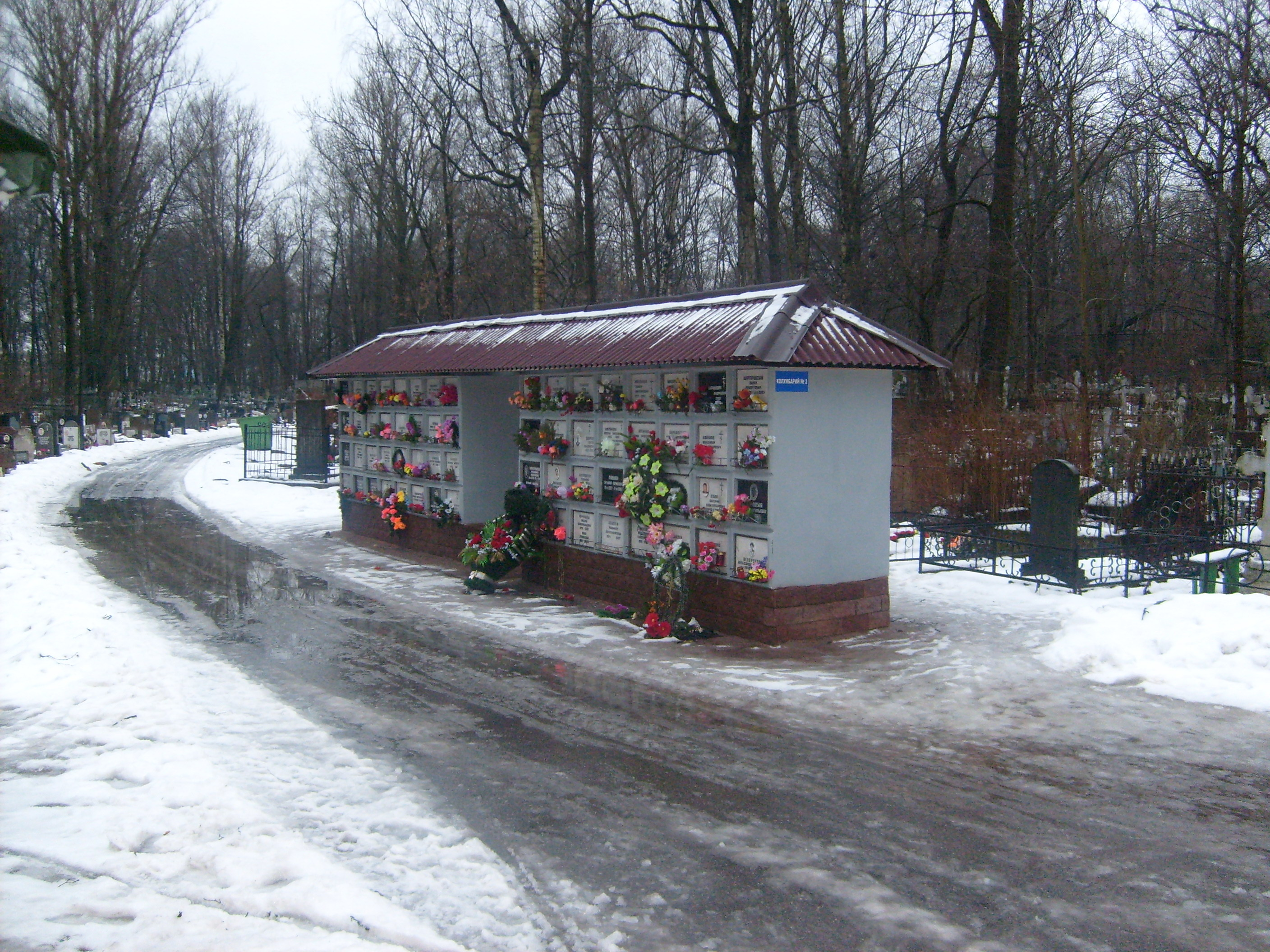
Колумбарий
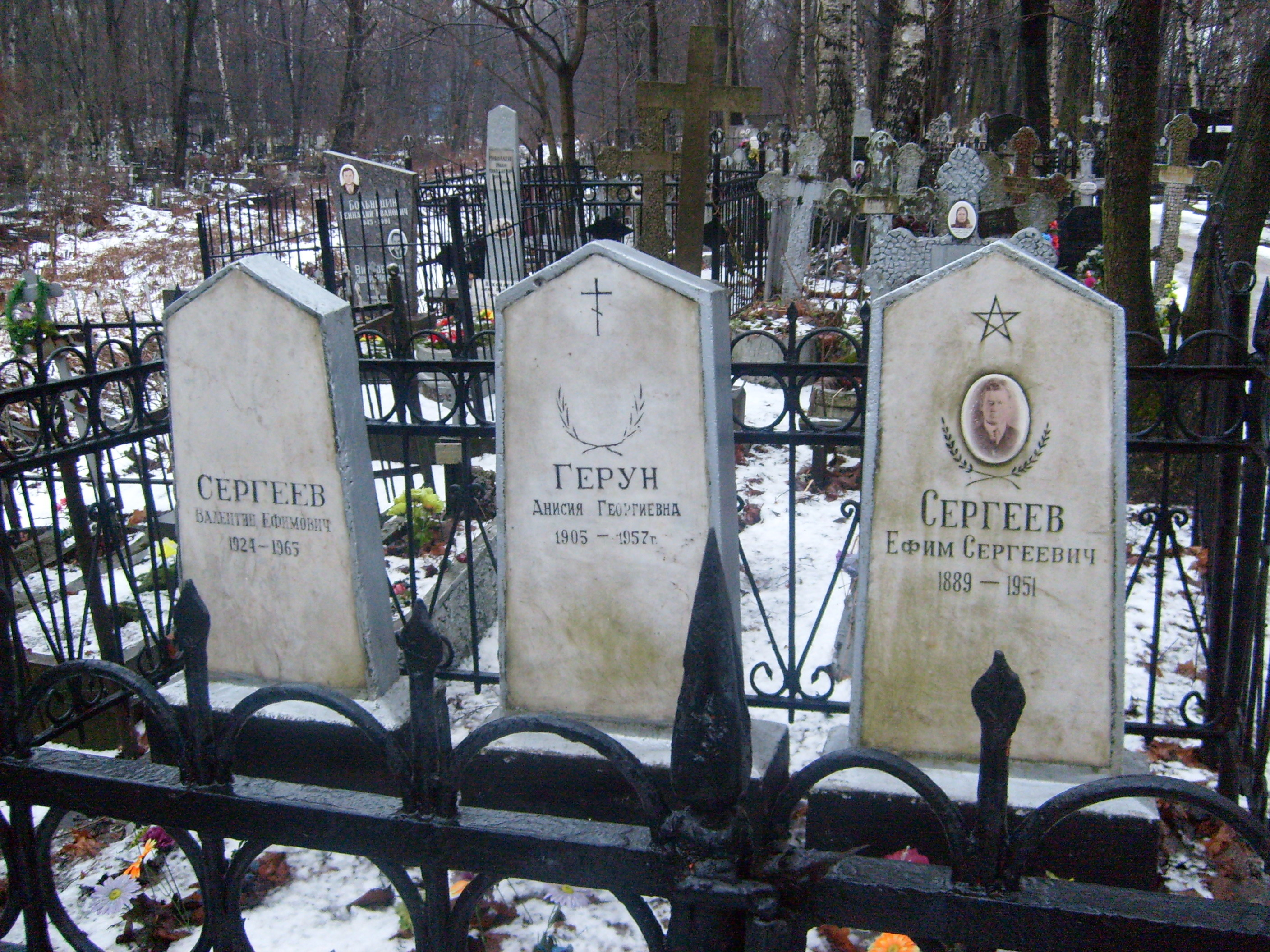
Кладбище
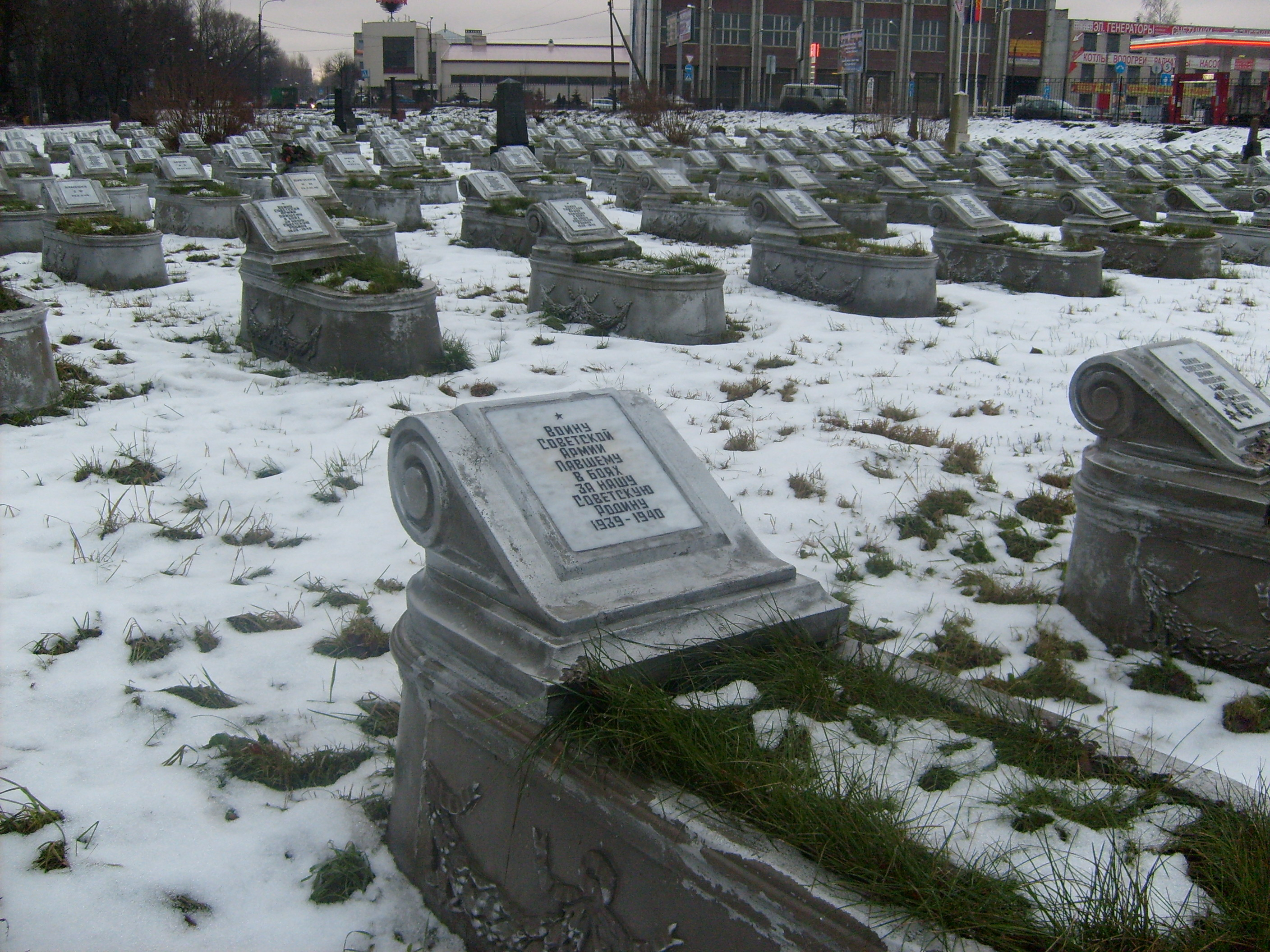
Могилы советских воинов, павших в советско-финскую войну 1939—1940 гг.